# Шантрен, Пьер
Пьер Шантре́н (фр. Pierre Chantraine; 15 сентября 1899 — 30 июня 1974) — крупнейший французский лингвист-эллинист, автор этимологического словаря древнегреческого языка, гомеровской грамматики и др.

## Биография

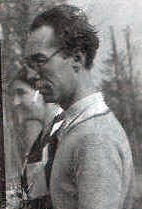
Шантрен в 1933 г.

Учился у Антуана Мейе, Жозефа Вандриеса и Поля Мазона. Преподавал в Лионском университете в 1925—1928 гг., потом руководил научным направлением по древнегреческой филологии в Практической школе высших исследований в Париже, также преподавал в Сорбонне с 1938 до 1969 г. Постоянно работал над проверкой греческого текста в издательской серии Les Belles Lettres. Сам издал в ней «Домострой» Ксенофонта и «Индику» Арриана. Одним из первых стал интересоваться микенским диалектом, был уверен в правильности дешифровки Вентриса и Чэдуика, когда она ещё считалась спорной; авторитет Шантрена во многом помог ей преодолеть скептическое отношение.
Жена Шантрена Раймонда скончалась в 1979 году.

## Основные труды
- Histoire du parfait grec, 1927.
- La Formation des noms en grec ancien, 1933.
- Grammaire homérique, 2 vol., t. I: Phonétique et morphologie, Paris, Klincksieck, 1942; t. II: Syntaxe, 1953.
  - t. I: éd. revue et corrigée, 2006 ; t. II: éd. achevée par Michel Casevitz, 2015.
- Morphologie historique du grec , Paris, Klincksieck, 1945; переиздавался 1961, 2002. (русский перевод: Шантрен П., Историческая морфология греческого языка / Перевод Я. М. Боровского. М., 1952)
- Études sur le vocabulaire grec, Paris, Klincksieck, 1956. (Статья в Revue belge de philologie et d’histoire, Maniet Albert, persee.fr)
- Grec «preumenez», F. Cappelli, 1959.
- Dictionnaire étymologique de la langue grecque, 4 vol., Paris, Klincksieck, 1968—1980?.
  - nouv. éd. mise à jour, 1 vol., Paris, Klincksieck, 1999, ISBN 2-252-03277-4.
  - nouv. éd. mise à jour, achevée par Jean Taillardat, Olivier Masson et Jean-Louis Perpillou, Paris, Klincksieck, 2009.

## О Шантрене
- Michel Lejeune, Notice sur la vie et les travaux de M. Pierre Chantraine, membre de l’Académie, en Comptes-rendus des séances de l’Académie des Inscriptions et Belles-Lettres, 1974. (pdf persee.fr)
- Pierre Marot, Allocution à l’occasion de la mort de M. Pierre Chantraine, membre de l’Académie, en Comptes-rendus des séances de l’Académie des Inscriptions et Belles-Lettres, 1974. (pdf persee.fr)